# Fernando Trueba
Fernando Trueba (ur. 18 stycznia 1955 w Madrycie) – hiszpański reżyser, scenarzysta i producent filmowy. Brat reżysera Davida Trueby.
Najsłynniejszy film reżysera Belle époque (1992) został nagrodzony Oscarem dla najlepszego filmu nieanglojęzycznego w 1993.

## Filmografia

### Filmy
- 1980: Ópera prima
- 1984: Sól gruboziarnista (Sal gorda)
- 1985: Urocza rozwiązłość (Sé infiel y no mires con quién)
- 1986: Rok przebudzenia (El año de las luces)
- 1989: Podwójna obsesja (El sueño del mono loco)
- 1992: Belle époque (Belle Époque)
- 1995: Zbyt wiele (Two Much)
- 1998: Dziewczyna marzeń (La Niña de tus ojos)
- 2002: Urok Szanghaju (El Embrujo de Shanghai)
- 2009: Taniec Wiktorii (El Baile de la Victoria)
- 2009: Chico i Rita (Chico & Rita)
- 2012: Artysta i modelka (El Artista y la modelo)
- 2016: Królowa Hiszpanii (La Reina de España)
- 2020: Zostaniemy zapomniani (El olvido que seremos)
- 2023: Zastrzelono pianistę (Dispararon al pianista)
- 2024: Isla perdida

### Filmy krótkometrażowe
- 1974: Oscar y Carlos
- 1977: Úrculo
- 1978: En Legítima Defensa
- 1979: Homenage à trois
- 1979: El León Enamorado
- 1982: Óscar y Carlos 82

### Filmy dokumentalne
- 1982: Mientras El Cuerpo Aguante
- 1995: Lumiere i spółka (Lumière et compagnie) (segment)
- 2000: Ulica 54 (Calle 54)
- 2004: El Milagro de Candeal